# Diaphorina brevigena
Diaphorina brevigena är en insektsart som beskrevs av Heslop-harrison 1961. Diaphorina brevigena ingår i släktet Diaphorina och familjen rundbladloppor. Inga underarter finns listade i Catalogue of Life.